# Лодейнопольская улица
Лодейнопо́льская улица — улица в Петроградском районе Санкт-Петербурга. Проходит от Большой Зелениной улицы до Левашовского проспекта.

## История
Название Лодейнопольская улица дано 16 апреля 1887 года по городу Лодейное Поле в ряду улиц Петербургской стороны, наименованных по уездным городам Олонецкой губернии.

## Достопримечательности
- Балтийская академия Туризма и Предпринимательства (БАТиП)
- Государственный научно-исследовательский институт особо чистых биопрепаратов Федерального медико-биологического агентства
- Лодейнопольский сквер у пересечения с Большой Зелениной улицей

## Транспорт
Ближайшие станции метро — «Петроградская» и «Чкаловская».